# Trogues
Trogues is een gemeente in het Franse departement Indre-et-Loire (regio Centre-Val de Loire) en telt 314 inwoners (2004). De plaats maakt deel uit van het arrondissement Chinon.

## Geografie
De oppervlakte van Trogues bedraagt 9,4 km², de bevolkingsdichtheid is 33,4 inwoners per km².
De onderstaande kaart toont de ligging van Trogues met de belangrijkste infrastructuur en aangrenzende gemeenten.

## Demografie
Onderstaande figuur toont het verloop van het inwonertal (bron: INSEE-tellingen).